# Référendum constitutionnel bolivien de 2016
Le référendum constitutionnel bolivien de 2016 se tient le 21 février 2016 pour modifier la constitution en supprimant le nombre maximum de deux candidatures à la présidence instauré par la Constitution de 2009.
La proposition est rejetée par 51,5 % des votants. Le 28 novembre 2017, toutefois, le Tribunal constitutionnel invalide le résultat, au motif que la campagne des partisans du « non » avait été diffamatoire et donc illégale.

## Contexte
L'article 168 de la Constitution bolivienne de 2009 ne permet de se représenter à la présidence qu'une seule fois.
Le 26 septembre 2015, l'Assemblée législative plurinationale a approuvé la réforme du mandat présidentiel par 112 voix contre 41.
Ce référendum vise à permettre à Evo Morales, président depuis 2006, réélu en 2009 puis en 2014, de se présenter une quatrième fois lors de l'élection présidentielle de 2019.
Evo Morales est l'objet pendant les semaines qui précèdent le vote d'accusations de corruption, mais est finalement innocenté par le rapport d’enquête en mai 2016.

## Campagne

### En faveur du oui
Les partis et les organisations qui se sont prononcés pour le oui sont le Mouvement vers le socialisme (MAS) et les organisations du Pacte d'unité et le Conseil national pour le changement (CONALCAM). Parmi les personnalités figurent le président Evo Morales et les anciens footballeurs Marco Etcheverry et Erwin Sánchez.

## Résultat
D’après des résultats préliminaires de la commission électorale (99,41% des bureaux de vote), le non gagne avec 51,33 % des voix, le oui échoue avec 48,67 % des voix tandis que la participation s’élève à 84,47 % des voix.

### Résultats définitifs
| Choix                  | Votes     | %     |
| ---------------------- | --------- | ----- |
| Pour                   | 2 546 135 | 48,70 |
| Contre                 | 2 682 517 | 51,30 |
|                        |           |       |
| Votes valides          | 5 228 652 | 95,22 |
| Votes blancs           | 68 845    | 1,25  |
| Votes nuls             | 193 422   | 3,52  |
| Total                  | 5 490 919 | 100   |
| Abstention             | 1 011 150 | 15,55 |
| Inscrits/Participation | 6 502 069 | 84,45 |

| Pour 2 546 135 (48,70 %) |  |  | Contre 2 682 517 (51,30 %) |
| ▲                        |  |  |                            |
| Majorité absolue         |  |  |                            |

## Suites
Une décision du Tribunal constitutionnel fin 2017 met fin à la limitation des mandats. Le président peut depuis se représenter de manière illimitée, et Evo Morales est ainsi de nouveau candidat aux élections de 2019.